# Serra de Cascats
La Serra de Cascats és una muntanya de 616 metres que es troba al municipi de Castellfollit de Riubregós, a la comarca de l'Anoia.